# ألان دورنان
ألان دورنان (بالإنجليزية: Alan Dornan)‏ هو لاعب كرة قدم بريطاني في مركز الدفاع، ولد في 30 أغسطس 1962 في Annalong ‏ في المملكة المتحدة. لعب مع أردز وغلينافون ونادي كروسيدرز ونادي لينفيلد.